# Volosovokulturen
Volosovokulturen är en jägare-samlare-kultur vid Volgafloden i centrala Ryssland, föregångare till Pozdnjakovokulturen, som dateras till 3000–2500 f.Kr. Dess rötter återfinns inom gropkeramisk kultur. Volosovokulturen anses ha påverkats av Fatjanovo- och Balanovokulturerna, vilka gav upphov till Volosovokulturens senare skede med baltiska superstrat. Volosovokulturen antas ha talat ett volgiskt språk.
Kännetecknande för volosovokulturens keramik är en T-formad mynningsrand, som återfinns även inom vad Christian Carpelan kallar asbestkeramisk av Jysmätyp, efter den betydelsefulla boplatsen Jysmä i Idensalmi.